# Rayo anódico

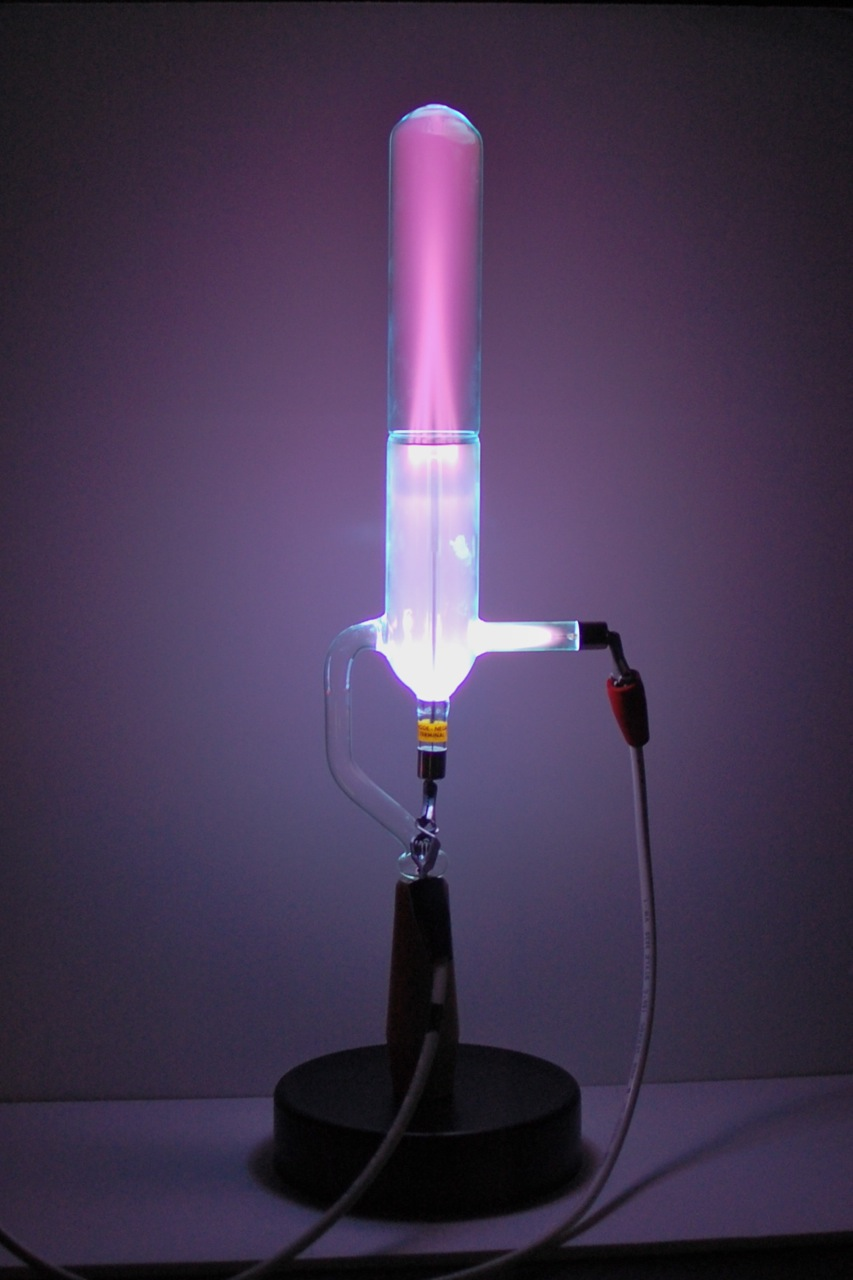
Ánodo de tubo de rayos anódicos mostrando los rayos que pasan a través del cátodo perforado y causando el brillo de color rosa por encima de ella.

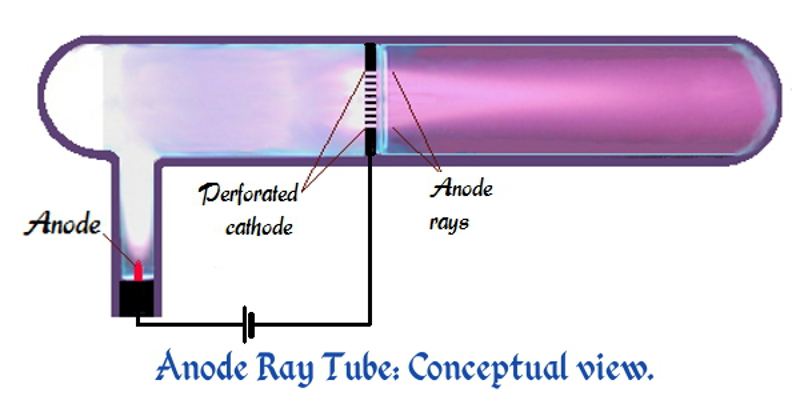
Representación simplificada de un tubo de rayos ánodicos, mostrando los rayos a la derecha del cátodo atravesado.

Los rayos canales, también conocidos con el nombre de rayos anódicos o positivos, se hacen de rayos positivos constituidos por cationes atómicos o moleculares que se desplazan hacia el átomo más cercano y se introducen en el núcleo para así formar el rayo anódico electrodo negativo en un tubo de Crookes.
Estos rayos fueron observados por primera vez por el físico alemán Eugen Goldstein, en el año 1886. Además, el trabajo realizado por científicos como Wilhelm Wien y Joseph John Thomson sobre los rayos anódicos acabaría desembocando en la aparición de la espectrometría de masas.
Estos rayos anódicos se forman cuando los electrones van desde el cátodo (-) al ánodo (+), y chocan contra los átomos del gas encerrado en el tubo. Como las partículas del mismo signo se repelen, estos electrones que van hacia el ánodo arrancan los electrones de la corteza de los átomos del gas, el átomo se queda positivo, al formarse un ion positivo, estos se precipitan hacia el cátodo que los atrae con su carga negativa.

## Propiedades y efectos de los rayos
Sus propiedades más destacadas son:
- su carga es positiva e igual o múltiplo entero de la del electrón;

- la masa y la carga de las partículas que constituyen los rayos canales varía según la naturaleza del gas encerrado en el tubo y, generalmente, aquella es igual a la masa atómica de dicho elemento gaseoso;

- son desviados por campos eléctricos y magnéticos, desplazándose hacia la parte negativa del campo.